# Arbus (Francja)
Arbus – miejscowość i gmina we Francji, w regionie Nowa Akwitania, w departamencie Pireneje Atlantyckie.
Według danych na rok 2015 gminę zamieszkiwało 1 169 osób, a gęstość zaludnienia wynosiła 82,9 osób/km².
| 1901 | 1962 | 1968 | 1975 | 1982 | 1990 | 1999 |
| ---- | ---- | ---- | ---- | ---- | ---- | ---- |
| 637  | 469  | 470  | 537  | 663  | 965  | 1031 |